# Arie van der Zwan
Arie van der Zwan (Scheveningen, 26 juli 1935) is een Nederlands econoom, publicist en PvdA-prominent en voormalig hoogleraar en zakelijk bestuurder.
Van der Zwan werd geboren als zoon van een visboer in een gezin van zes kinderen en studeerde economie aan de Nederlandse Economische Hogeschool in Rotterdam, waar hij in 1960 zijn doctoraalexamen behaalde. Vervolgens promoveerde hij in 1968 aan de Universiteit van Amsterdam, waarna hij van 1972 tot 1983 werkzaam was als hoogleraar commerciële economie en bedrijfsstatistiek aan de Erasmus Universiteit Rotterdam. Hij was in 1965 een van de oprichters van de politieke beweging Nieuw Links in de PvdA. In september 1966 was hij een van de acht redacteuren van het zeer invloedrijke manifest Tien over Rood van de Nieuw Links-beweging binnen de PvdA. De andere auteurs waren Hans van den Doel, Arie van der Hek, Reinier Krooshof, Han Lammers, André van der Louw, Tom Pauka en Rob de Rooi.
Later bedankte Van Der Zwan voor het lidmaatschap van de PvdA, maar hij werd opnieuw lid en schreef er in 2008 een boek over: Van Drees tot Bos. Hij wordt genoemd als een van de ideologen van deze partij.
Van der Zwan was directeur van het Nederlands Centrum voor Marketing Analyse (1964-72), lid van de Wetenschappelijke Raad voor het Regeringsbeleid (sinds 1978) en president van de Nationale Investeringsbank (1983-87). In 1987 werd hij vicevoorzitter van de Raad van bestuur bij Vendex International, maar door meningsverschillen, omtrent door hem gewenst massaontslag, met topman Anton Dreesmann kwam daaraan al snel een einde. Van 1988 tot 2002 was hij terug bij de Erasmus Universiteit als bijzonder hoogleraar ondernemingsbeleid en management. Na zijn emeritaat bleef hij actief als (onafhankelijk) raadgever en schrijver.
Van der Zwan is getrouwd en heeft twee zonen en een dochter.

## Publicaties (selectie)
- Een analyse van het bezit van duurzame consumptiegoederen op grond van gezins-enquêtes (1968) - proefschrift Universiteit van Amsterdam
- Haalt het marktonderzoek 1984? Een analyse van de ontwikkelingsgang en stand van zaken (1975) - met Dennis Huisman
- Grondslagen en techniek van de marktanalyse (1980) - met Jan Verhulp
- Schiphol naar het jaar 2000 (1986) - met Jan Christiaan Frans Bletz
- Koplopers en achterblijvers. Effectiviteit in beleid en management (1990)
- Uit het dal. Turnaround management in Nederland (1991) - (red.) met B. van Dorp en J. Paauwe
- Goudriaan in botsing met NS. 'Koopman in dienst van de gemeenschap'  (1991)
- Koplopers en achterblĳvers. Effectiviteit in beleid en management (1994)
- Advies beleidsopvolging minderhedendebat (1994) - met Henri Bernhard Entzinger
- De uitdaging van het populisme (essays) (2003)
- H. M. Hirschfeld. In de ban van de macht (biografie) (2004)
- Hĳ overwon iedereen op een vrouw na. F.H. Fentener van Vlissingen, 1882-1962 (2006)
- Van Drees tot Bos. Zestig jaar succes en mislukking. Geschiedenis van de PvdA (2008)
- Handelaars in onrust. De strijd om de macht bij de Nederlandse Spoorwegen (2010)